# Pedro Pascal
Jose Pedro Balmaceda Pascal, född 2 april 1975 i Santiago, Chile, är en chilensk skådespelare. Han spelade i 20 år småroller på scen och TV innan han fick sitt genombrott i den kritikerrosade och prisade HBO-serien Game of Thrones, 2014. Han fick ännu mer uppmärksamhet med serien Narcos (2015–2017) och blev en internationell stjärna med serierna The Mandalorian (2019–) och The Last of Us (2023–).

## Biografi

### Uppväxt
Pascal föddes i Santiago i Chile. Hans mor Verónica Pascal Ureta var barnpsykolog och hans far José Balmaceda Riera var fertilitetsläkare. Hans farmor föddes på Palma de Mallorca. Han har tre syskon, en äldre syster som heter Javiera, en yngre bror som heter Nicolás och en yngre syster som heter Lux, som är skådespelare och transaktivist. Pascals mor var kusin till ledaren av Movimiento de Izquierda Revolucionaria, Andrés Pascal Allende.
Nio månader efter att Pascal föddes fick hans familj politisk asyl i Danmark på grund av militärdiktaturen i Chile. Familjen flyttade senare till San Antonio i Texas och när han var elva år gammal flyttade de till Orange County i Kalifornien. Sedan han var åtta år gammal besökte de frekvent sina 34 kusiner i Chile. 1995 flyttade hans föräldrar tillbaka till Chile för att uppfostra hans två yngre syskon.
Pascal gick gymnasiet på Orange County School of the Arts i Santa Ana där han tog studenten 1993. Han fortsatte sedan studera vid New York University där han avlade kandidatexamen i konst 1997. Efter att hans mor dog började han istället använda hennes efternamn Pascal för att hedra henne. Det var också lättare för amerikanare att uttala än Balmaceda.

### Tidig karriär
Pascal fick till en början mindre roller i flera TV-serier såsom Buffy och vampyrerna (1999), På spaning i New York (2001), The Good Wife (2009), Nurse Jackie (2010) och Homeland (2013). Pascal upplevde denna period som väldigt tuff. Förutom att ta varenda roll han fick arbetade han som servitör på restauranger. Pascal har erkänt att han fick sparken från uppemot tio restauranger. När ekonomin var som svårast för Pascal brukade hans nära vän Sarah Paulson ge honom sitt traktamente så att han kunde äta för dagen. Vid ett tillfälle hade han 7 dollar på sitt bankkonto när försenade resterande pengar från Buffy och vampyrerna nådde honom precis när han hade förlikat sig med tanken att ta ett nytt jobb. Istället kunde han fortsätta skådespela.
Pascal var medlem i off-Broadway-teatergruppen LAByrinth Theater Company. Där skulle han bli prisad för sin insats i en uppsättning av pjäsen Orphans (1999). Han har sedan dess varit mycket aktiv inom teatern och framfört både klassiska och samtida pjäser. År 2010 skrev han pjäsen Flaca Loves Bone som sattes upp i regi av Sarah Silverman. Samma år regisserade han pjäsen Killing Play på off-Broadway-teatern Rattlestick Playwrights Theater. Han regisserade också pjäserna underneathmybed och Yosemite på samma teater. Han fick en stor roll 2011, i en tilltänkt TV-serie om superhjälten Wonder Woman, men syntes bara i pilotavsnittet då serien inte blev upplockad.

### Genombrott
Pascal fick sitt genombrott när han spelade Oberyn Martell i den kritikerrosade och prisbelönta HBO-serien Game of Thrones (2014). Även om han bara syntes i den fjärde säsongen i 7 avsnitt fick han stor medial uppmärksamhet och kallades för en av de bästa karaktärerna i hela serien. Han blev också en sexsymbol med serien. Pascal var själv ett stort fan av serien och var lyrisk över att han fick rollen. Rollen gav honom en rejäl karriärskjuts. Han fick ytterligare uppmärksamhet och hyllningar med Netflix-serien Narcos (2015–2017) där han porträtterade DEA-agenten Javier Peña. De första två säsongerna fokuserade på drogkungen Pablo Escobars uppgång och fall medan den tredje säsongen skiftade fokus till Calikartellen då Pascal också tog över som säsongens huvudroll samt berättare.
Han medverkade bredvid Matt Damon och Willem Dafoe i The Great Wall (2016) regisserad av Zhang Yimou som Pascal var ett stort fan till i sin ungdom. Filmen blev sågad av kritikerna. I sin nästa film Kingsman: The Golden Circle (2017) blev han hyllad för sin rolltolkning av agenten Jack Daniels med kodnamnet Whiskey. Nättidningen Collider beskrev honom som "En cool cowboy som har en genuin kärlek för att hamna i mördande bråk. Han visar en lekfull sida som verkar så enkel för Pascal". Han medverkade sedan som antagonisten mot Denzel Washington i The Equalizer 2 (2018). Han medverkade samma år i independent science fiction-filmen Prospect där han hade huvudrollen.

### Internationellt genombrott

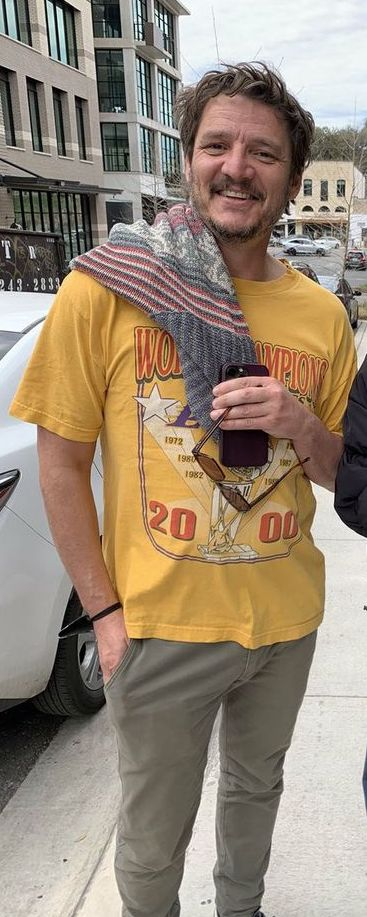
Pedro Pascal 2022.

Pascal gjorde Broadwaydebut i en uppsättning av Kung Lear 2019. Han spelade titelkaraktären i den första liveaction-TV-serien The Mandalorian i Star Wars-franchisen. Rollen gav Pascal stor internationell uppmärksamhet. Samma år syntes han också i Netflixfilmen Triple Frontier som helikopterpilot. Han spelade skurken Maxwell Lord i superhjältefilmen Wonder Woman 1984 (2020). Filmen fick begränsad visning på biografer på grund av covid-19-pandemins restriktioner och släpptes till streaming knappt två veckor efter sin premiär. Han repriserade samma år sin roll som The Mandalorian i säsong 2. Efter att hans medspelerska Gina Carano hade fått sparken från serien för att ha jämfört republikaner med förföljda judar och uttryckt sig emot transpersoner ska Pascal, trots att hans syster kommit ut som trans, försvarat och hjälpt henne att få förståelse för transpersoner. Men hon vägrade.
År 2020 medverkade han i barnfilmen We Can Be Heroes. Vid denna tidpunkt började Pascal ses som en fadersfigur vilket nättidningen Screen Rant kommenterade: "Det är med all säkerhet så att Pascals faderliga roll i en barnfilm verkligen porträtterar honom som en älskande och omtänksam fader, och det är exakt vad han gör". Pascal medverkade tillsammans med Nicolas Cage i komedifilmen The Unbearable Weight of Massive Talent (2022). Både filmen och huvudrollsinnehavarnas insatser skulle hyllas av kritiker. Pascal medverkade samma år även i den satiriska Netflixfilmen The Bubble som både spelades in under och behandlade ämnet Covid-19-pandemin.
I början av 2023 syntes Pascal i huvudrollen i HBO-serien The Last of Us vilken var en adaption av TV-spelet med samma namn. I serien spelade han Joel Miller som i en postapokalyptisk värld med zombies ska beskydda den unga flickan Ellie, spelad av Bella Ramsey. Pascal tjänade 600 000 dollar per avsnitt. Rollen ansågs av många filmkritiker vara Pascals bästa i karriären och tyckte han hade en förmåga att porträttera en nyanserad och sällsynt sårbarhet. Serien blev kritikerrosad även om det var det tredje fristående avsnittet som skulle få mest uppmärksamhet och kallas för årets och tidernas bästa avsnitt. Fast då avsnittet behandlade ämnet homosexualitet blev det också attackerat med negativa recensioner på betygssidor som IMDB och Rotten Tomatoes. Simultant med serien repriserade han också sin roll som The Mandalorian i dess tredje säsong. Han blev med de båda serierna en stor internationell stjärna.

### Etablerad karriär
Pascal skulle medverka i independent filmen The Uninvited (2024) som blev unisont hyllad av kritiker, på Rotten Tomatoes har den ett ovanligt 100% positiva recensioner. Han syntes samma år också i independentfilmen Freaky Tales och skulle göra en röstroll i den animerade filmen Den vilda roboten. Filmen blev en stor finansiell succé och kritikerrosad. Han skulle samma år också synas i Gladiator 2 som var uppföljaren till Gladiator (2000).
Pascal kommer härnäst reprisera sin roll i andra säsongen av The Last of Us (2025) och sin roll som The Mandalorian i en långfilm kallad The Mandalorian & Grogu (2026). Han kommer också spela Reed Richards / Mr. Fantastic i superhjälte filmen The Fantastic Four: First Steps (2025). Den rollen kommer han också reprisera i Avengers: Doomsday (2026) och Avengers: Secret Wars (2027).

## Internets Daddy
Pascal har genom sina roller som går in som adoptiv fadersgestalt i The Mandalorian och The Last of Us fått stor spridning i memekulturen som en "daddy". Han har med den stora spridningen fått epitetet Internet's Daddy då han och hans memes älskades av många på internet.
2021 spreds det första klippet när Pascal skrattar hysteriskt för att sedan gråta. Klippet var taget från ett virtuellt manusläsning för pjäsen I, My Ruination. Klippet blev ett populärt internet meme ofta tillsammans med låten "Space Song" av Beach House. Ett klipp taget från filmen The Unbearable Weight of Massive Talent (2022) där Pascal flinar åt en irriterad och barsk Cage tonsatt med låten "Make Your Own Kind of Music" av Mama Cass blev nästa internet meme. År 2023 var han med i YouTube kanalen "Snack Wars" och tog en tugga av en macka och för ett kort ögonblick dagdrömmer, även det klippet blev viralt. Efter att serien The Last of Us första säsong avslutats spreds klipp från den, särskilt ett där han får en panikattack, samt flera när Pascals karaktär lutar sig mot olika möbler.

## Privatliv
Pascal pratar både engelska och spanska flytande. Han har varit vän med skådespelerskan Sarah Paulson sedan han flyttade till New York 1993.
Pascal är en förespråkare för LGBTQ+-rättigheter och var ett starkt stöd för sin syster Lux Pascal när hon kom ut som transperson. Lux har sagt: "Han var en viktig del av detta. Han är också en konstnär och en guide. Han var den första som gav mig verktygen att forma min identitet".

## Filmografi

### Film
| År   | Titel                                   | Roll                          | Anmärkning                               |
| ---- | --------------------------------------- | ----------------------------- | ---------------------------------------- |
| 1996 | Burning Bridges                         | Alex                          | Kortfilm, krediterad som Pedro Balmaceda |
| 1997 | Window Shopping                         | David                         | Kortfilm, krediterad som Pedro Balmaceda |
| 2001 | Earth vs. the Spider                    | Goth kille                    | TV-film                                  |
| 2005 | Hermanas                                | Steve                         |                                          |
| 2008 | I Am That Girl                          | Noah                          |                                          |
| 2009 | Iris                                    | Billy                         | Kortfilm                                 |
| 2011 | The Adjustment Bureau                   | Maitre D' Paul De Santo       |                                          |
| 2011 | Burn Notice: The Fall of Sam Axe        | Comandante Veracruz           | TV-film                                  |
| 2011 | Sweet Little Lies                       | Paulino                       |                                          |
| 2015 | Bloodsucking Bastards                   | Max                           |                                          |
| 2015 | Exposed                                 | Oscar Castro Vargas           | TV-film                                  |
| 2015 | Sweets                                  | Twin Peter                    |                                          |
| 2016 | The Great Wall                          | Pero Tovar                    |                                          |
| 2017 | Kingsman: The Golden Circle             | Jack Daniels / Agent Whiskey  |                                          |
| 2018 | Prospect                                | Ezra                          |                                          |
| 2018 | The Equalizer 2                         | Dave York                     |                                          |
| 2018 | If Beale Street Could Talk              | Pietro Alvarez                | Cameo                                    |
| 2019 | Triple Frontier                         | Francisco "Catfish" Morales   |                                          |
| 2020 | Wonder Woman 1984                       | Maxwell Lord                  |                                          |
| 2020 | We Can Be Heroes                        | Marcus Moreno                 |                                          |
| 2022 | The Unbearable Weight of Massive Talent | Javi Gutierrez                |                                          |
| 2022 | The Bubble                              | Dieter Bravo                  |                                          |
| 2022 | House Comes with a Bird                 | Nico                          | Kortfilm                                 |
| 2023 | Extraña forma de vida                   | Silva                         | Kortfilm                                 |
| 2024 | Freaky Tales                            | Clint                         |                                          |
| 2024 | Drive-Away Dolls                        | Santos                        | Cameo                                    |
| 2024 | The Uninvited                           | Lucien Flores                 |                                          |
| 2024 | Den vilda roboten                       | Fink                          | Röstroll                                 |
| 2024 | Gladiator 2                             | Marcus Acacius                |                                          |
| 2025 | Eddington                               | Mayor Ted Garcia              |                                          |
| 2025 | Materialists                            | Harry Castillo                |                                          |
| 2025 | The Fantastic Four: First Steps         | Reed Richards / Mr. Fantastic |                                          |
| 2026 | Avengers: Doomsday                      | Reed Richards / Mr. Fantastic |                                          |
| 2026 | The Mandalorian & Grogu                 | The Mandalorian / Din Djarin  |                                          |

### TV
| År        | Titel                                    | Roll                         | Anmärkning                                       |
| --------- | ---------------------------------------- | ---------------------------- | ------------------------------------------------ |
| 1999      | Good vs. Evil                            | Gregor New                   | Avsnitt: "Gee Your Hair Smells Evil"             |
| 1999      | Downtown                                 | Okänd roll                   | Röstroll, avsnitt: "Hot Spot"                    |
| 1999      | Undressed                                | Greg                         | 3 avsnitt                                        |
| 1999      | Buffy och vampyrerna                     | Eddie                        | Avsnitt: "The Freshman"                          |
| 2000      | Touched by an Angel                      | Ricky                        | Avsnitt: "Stealing Hope"                         |
| 2001      | På spaning i New York                    | Shane "Dio" Morrissey        | Avsnitt: "Oh Golly Goth"                         |
| 2006      | Law & Order: Criminal Intent             | Reggie Luckman               | Avsnitt: "Weeping Willow"                        |
| 2006      | Brottskod: Försvunnen                    | Kyle Wilson                  | Avsnitt: "Candy"                                 |
| 2008      | Law & Order                              | Tito Cabassa                 | Avsnitt: Tango                                   |
| 2009      | Law & Order: Criminal Intent             | Kevin 'Kip' Green            | Avsnitt: "The Glory That Was..."                 |
| 2009–2011 | The Good Wife                            | Nathan Landry                | 6 avsnitt                                        |
| 2010      | Nurse Jackie                             | Steve                        | Avsnitt: Twitter"                                |
| 2011      | Lights Out                               | Omar Assarian                | 4 avsnitt                                        |
| 2011      | Brothers & Sisters                       | Zach Wellison                | 2 avsnitt                                        |
| 2011      | Law & Order: Special Victims Unit        | Special Agent Greer          | Avsnitt: "Smoked"                                |
| 2011      | Charlie's Angels                         | Frederick Mercer             | Avsnitt: "Angels in Paradise"                    |
| 2011      | Wonder Woman                             | Ed Indelicato                | Avsnitt: "Pilot"                                 |
| 2012      | Body of Proof                            | Zack Goffman                 | Avsnitt: "Falling For You"                       |
| 2012      | CSI: Crime Scene Investigation           | Kyle Hartley                 | Avsnitt: "Malice in Wonderland"                  |
| 2013      | Nikita                                   | Liam                         | Avsnitt: "Aftermath"                             |
| 2013      | Red Widow                                | Jay Castillo                 | 4 avsnitt                                        |
| 2013      | Homeland                                 | David Portillo               | Avsnitt: "Tin Man Is Down"                       |
| 2013      | The Sixth Gun                            | Special Agent Ortega         | Avsnitt: "Pilot"                                 |
| 2013–2014 | Graceland                                | Juan Badillo                 | 10 avsnitt                                       |
| 2014      | The Mentalist                            | Marcus Pike                  | 7 avsnitt                                        |
| 2014      | Game of Thrones                          | Oberyn Martell               | 7 avsnitt                                        |
| 2015–2017 | Narcos                                   | Javier Peña                  | 30 avsnitt                                       |
| 2019–2023 | The Mandalorian                          | The Mandalorian / Din Djarin | 24 avsnitt                                       |
| 2020      | Home Movie: The Princess Bride           | Inigo Montoya                | Avsnitt: "Chapter Two: The Shrieking Eels"       |
| 2021      | Calls                                    | Pedro                        | Röstroll, avsnitt: "Pedro Across the Street"     |
| 2021      | Amend: The Fight for America             | Sig Själv                    | 2 avsnitt                                        |
| 2021      | Animal                                   | Berättare                    | Avsnitt: "Octopus"                               |
| 2022      | The Book of Boba Fett                    | The Mandalorian / Din Djarin | 3 avsnitt                                        |
| 2022      | Patagonia: Life on the Edge of the World | Berättare                    | 6 avsnitt                                        |
| 2023      | Saturday Night Live                      | Värd                         | Avsnitt: "Pedro Pascal / Coldplay and Bad Bunny" |
| 2023      | HouseBroken                              | Claude                       | Röstroll, avsnitt: "Who’s a Homeowner?"          |
| 2023–     | The Last of Us                           | Joel Miller                  |                                                  |

## Teater
| År   | Titel                                | Roll             | Teater                                    |
| ---- | ------------------------------------ | ---------------- | ----------------------------------------- |
| 1999 | Orphans                              | Phillip          | International City Theatre, Long Beach    |
| 2002 | Fallen                               | Pascal           | Liberty Hall, Lowell                      |
| 2003 | Lobby Hero                           | Jeff             | WHAT Harbor Stage, Wellfleet              |
| 2003 | Gengångare                           | Oswald Alving    | Shakespeare Theater, Washington D.C       |
| 2004 | Gizmo Love                           | Ralph            | WHAT Harbor Stage, Wellfleet              |
| 2004 | Anna in the Tropics                  | Juan Julian      | Portland Center Stage, Portland           |
| 2005 | Lorenzaccio                          | Piero Strozzi    | The Lansburgh Theatre, Washington D.C     |
| 2005 | Troilus och Cressida                 | Thersites        | Tectonic Theater Project, New York        |
| 2005 | Hamlet                               | Horatio          | Boston Common Parade Ground, Boston       |
| 2006 | Beauty of the Father                 | Karim            | Manhattan Theatre Club, New York          |
| 2006 | Based on a Totally True Story        | Michael Sullivan | Manhattan Theatre Club, New York          |
| 2006 | Macbeth                              | Olika roller     | Delacorte Theater, New York               |
| 2006 | The Cartells                         | Emanuel          | Comix NY, New York                        |
| 2007 | Some Men                             | Olika roller     | Second Stage Theater, New York            |
| 2007 | Hamlet                               | Horatio          | The Lansburgh Theatre, Washington D.C     |
| 2008 | Sand                                 | Uppträdare       | Women’s Project Theater, New York         |
| 2008 | Old Comedy After Aristophane's Frogs | Dionysus         | Classic Stage Company, New York           |
| 2009 | The Miracle at Naples                | Tristano         | The Virginia Wimberly Theatre, Boston     |
| 2010 | Killing Play                         | Enbart Regissör  | Rattlestick Playwrights Theatre, New York |
| 2010 | Flaca Loves Bone                     | Enbart Manus     | Rattlestick Playwrights Theatre, New York |
| 2010 | Yosemite                             | Enbart Regissör  | Rattlestick Playwrights Theatre, New York |
| 2010 | underneathmybed                      | Enbart Regissör  | Rattlestick Playwrights Theatre, New York |
| 2011 | Dark Matters                         | Enamorado        | The Blank's 2nd Stage Theatre, Hollywood  |
| 2011 | Maple and Vine                       | Roger            | Playwrights Horizons, New York            |
| 2012 | Black Lace                           | Enbart Regissör  | New Ohio Theatre, New York                |
| 2014 | Mycket väsen för ingenting           | Don John         | Public Theater, New York                  |
| 2019 | Kung Lear                            | Edmund           | James Earl Jones Theatre, New York        |